# Emily Armstrong
Emily Marcia Armstrong (Los Ángeles, California, 6 de mayo de 1986) es una cantante, músico y compositora estadounidense, conocida por ser la vocalista principal de la banda Linkin Park desde 2024. También es cofundadora y miembro de la banda Dead Sara.

## Primeros años
Armstrong nació y creció en Los Ángeles, California. Sus padres eran miembros destacados de la Iglesia de la Cienciología y ella fue criada como ciencióloga. Comenzó a componer canciones con la guitarra cuando tenía 11 años, y a cantar cuando tenía 15. Abandonó la escuela secundaria, sabiendo que quería estar en una banda de rock tan pronto como tomó la guitarra por primera vez, sin interés en dedicarse a otra cosa.En una entrevista con El Paso Times en 2012, Armstrong dijo que la música era lo único que la mantenía motivada en la vida.

## Carrera musical

### Dead Sara

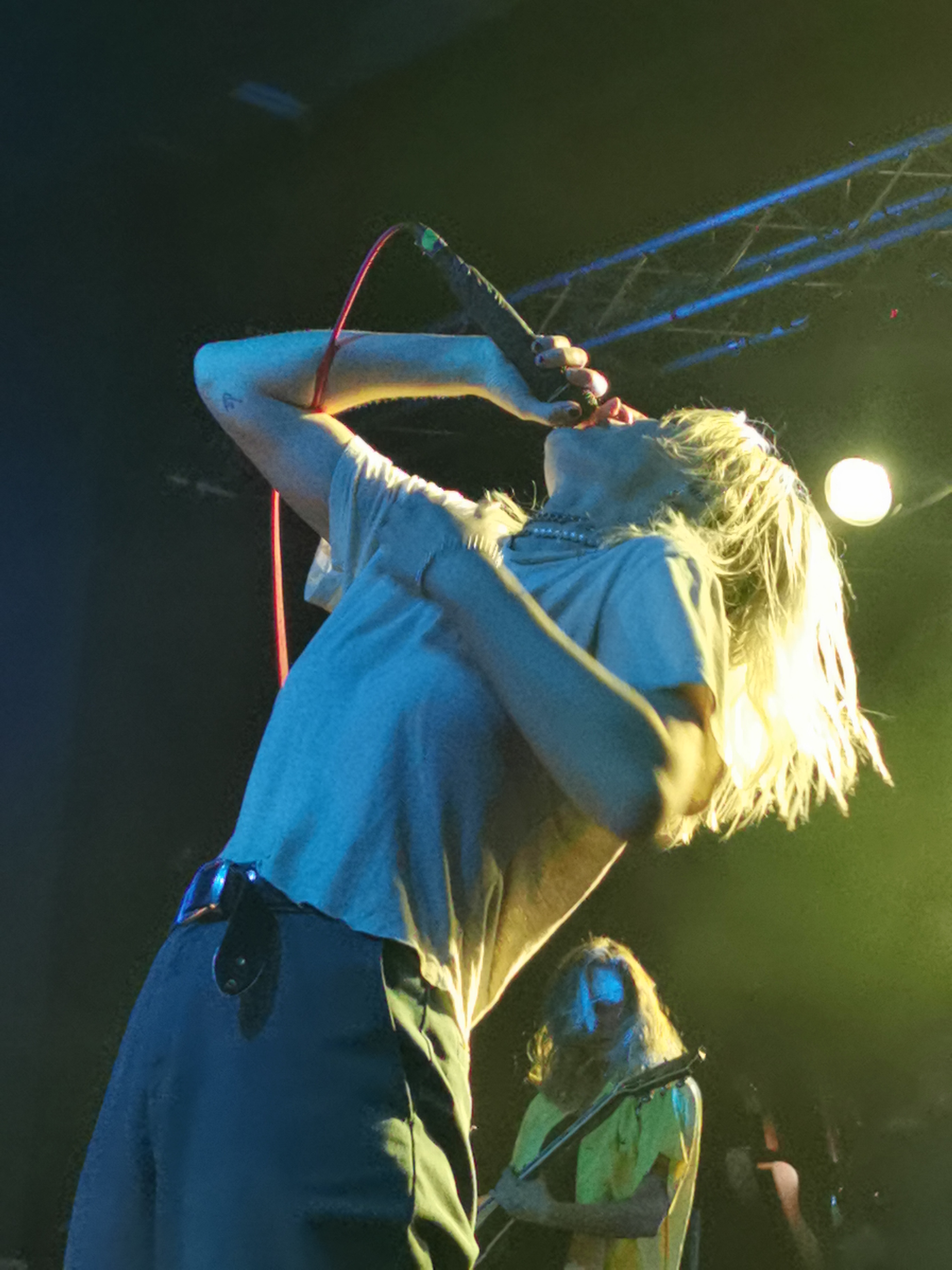
Armstrong con Dead Sara en Budapest en 2022.

En 2002, Armstrong comenzó a tocar con la guitarrista Siouxsie Medley, a quien conoció a través de un amigo en común. Tenían gustos musicales similares; tanto Medley como Armstrong estaban influenciadas por Nirvana y L7, entre otros, y por artistas de folk y blues de los años 1960 y 1970 y bandas de rock clásico como Led Zeppelin, Stevie Nicks, Joni Mitchell y Fleetwood Mac. Como compositora, Armstrong estuvo significativamente influenciada por el folk rock. Su interés en afinaciones abiertas y alternativas como las utilizadas por Mitchell, resultó en lo que Guitar World denominó el sonido característico de Dead Sara. Como intérprete, recibió influencias de artistas como Iggy Pop y Janis Joplin.
Inicialmente conocida como Epiphany, el primer concierto de Dead Sara fue en el club nocturno The Mint de Los Ángeles en marzo de 2005. Además de cantar, Armstrong tocaba el bajo. En 2007 realizaron su primera gira y en 2010 fundaron su propio sello independiente, Pocket Kid Records, con el que lanzaron Dead Sara, su álbum debut en 2012. El primer sencillo del álbum, «Weatherman», fue un éxito de rock independiente. Tras el lanzamiento del álbum, además de tocar como teloneros en Estados Unidos y Europa para artistas como Muse, Dead Sara participó en el Warped Tour.

### Linkin Park

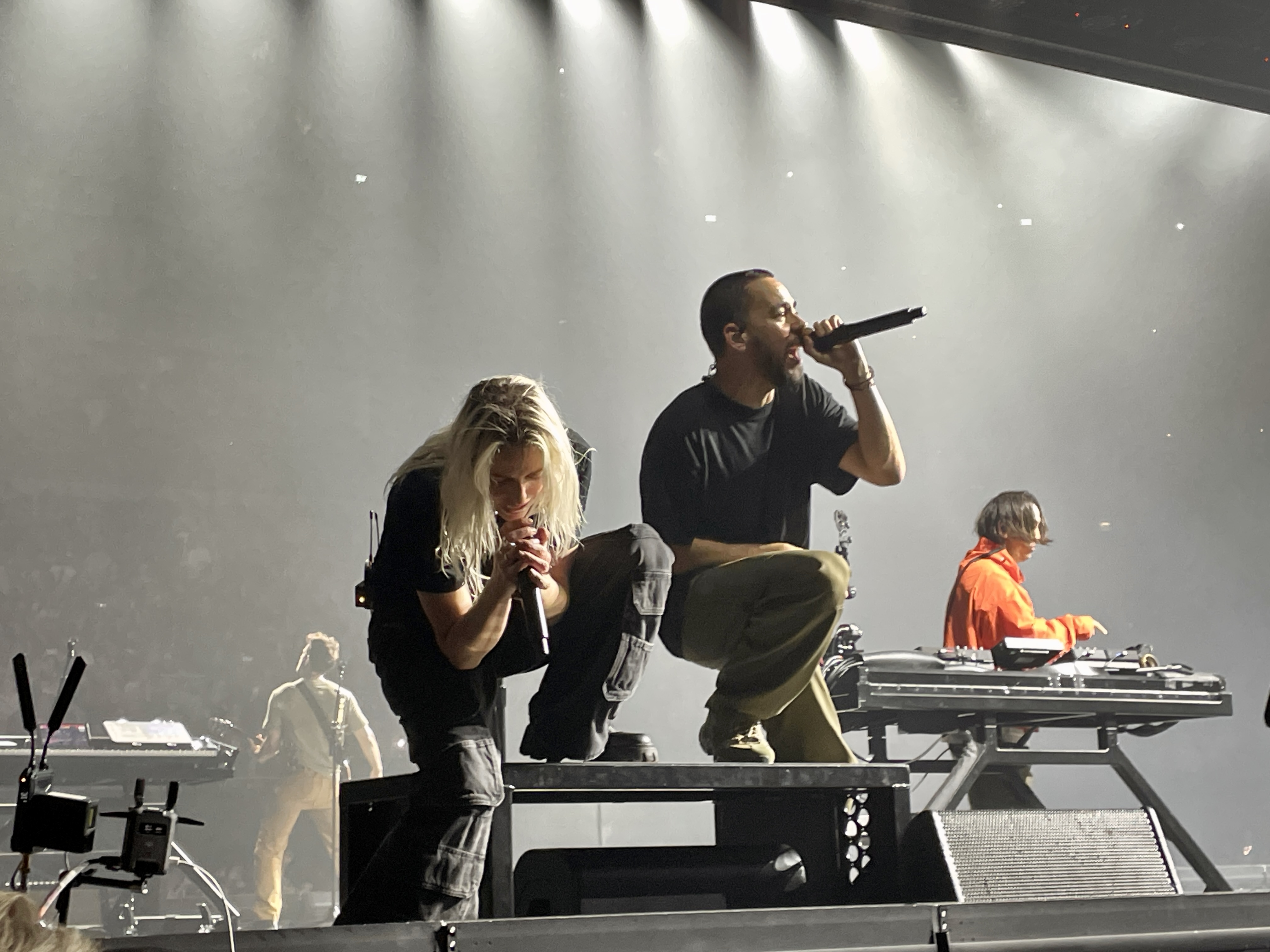
Armstrong con Linkin Park en The O2 Arena, Londres, en septiembre de 2024.

Durante una presentación en vivo el 5 de septiembre de 2024, se confirmó que Armstrong se había unido a Linkin Park como nueva vocalista, sustituyendo así el puesto de Chester Bennington, quien falleció en 2017. Al mismo tiempo, la banda publicó su primera canción con Armstrong como vocalista, titulada «The Emptiness Machine». El tema es el primer sencillo del álbum From Zero.
El primer concierto público de Linkin Park con Armstrong, tuvo lugar el 12 de septiembre de 2024 en el Kia Forum de Los Ángeles. En una reseña en Los Angeles Times, Steve Appleford escribió: «Al igual que Bennington, Armstrong es tan capaz de crear melodías ricas, como de cantar con una voz desgarradora, que encajan naturalmente en el sonido característico de Linkin Park». La reseña de Chris Willman en Variety, señaló que la audiencia estimada de 17,000 personas estaba «claramente demostrando su visto bueno a su incorporación a la banda, con un rugido constante que coincidía aproximadamente con el que ella estaba emitiendo».

### Colaboraciones
Courtney Love invitó a Armstrong a Nueva York para cantar en el álbum de Hole de 2010, Nobody's Daughter. Ha grabado y actuado en vivo con artistas como The Offspring, Beck, Demi Lovato, Awolnation, y Robby Krieger de The Doors.

## Vida personal

### Polémicas
Armstrong ha sido criticada por tener supuestos vínculos con la Iglesia de la Cienciología, y por mostrar su apoyo al actor Danny Masterson, quien fue declarado culpable de abuso sexual hacia dos mujeres en mayo de 2023. A través de un comunicado en Instagram en 2024, Armstrong ofreció sus disculpas, diciendo que lamentaba haber apoyado a Masterson, y que no apoya el abuso o la violencia contra las mujeres.

### Relaciones y orientación sexual
En 2016, mantuvo una relación sentimental con la modelo Kate Harrison. Armstrong se ha definido a sí misma como queer.

## Discografía

### ConDead Sara
Álbumes de estudio:
- 2014: Dead Sara
- 2015: Pleasure to Meet You
- 2021: Ain't It Tragic

### ConLinkin Park
Álbumes de estudio:
- 2024: From Zero